# Mapaseka Mpuru
Mapaseka Mpuru, née le 9 avril 1998, est une footballeuse internationale sud-africaine évoluant au poste de gardienne de but.

## Biographie

### En club
Mapaseka Mpuru évolue au Tuks LFC, le club de l'université de Pretoria, en Afrique du Sud.

### En équipe nationale
Mapaseka Mpuru évolue avec les sélections de jeunes, participant notamment à la Coupe d'Afrique des moins de 20 ans en 2018.
Par la suite, en 2019, elle fait partie des 23 joueuses sud-africaines retenues afin de participer à la Coupe du monde organisée en France.